# Einkaufsmanagerindex
Der Markit/BME-Einkaufsmanager-Index (EMI) ist ein seit 1996 monatlich herausgegebener Indikator zur Wirtschaftsentwicklung in Deutschland. Das Konjunktur-Barometer wird von Markit Economics und dem  Bundesverband Materialwirtschaft, Einkauf und Logistik (BME) erstellt. Der EMI orientiert sich am US-amerikanischen Purchasing Managers Index (PMI). 
Der EMI ist ein Gesamtindex, der einen allgemeinen Überblick über die konjunkturelle Lage in der Industrie ermöglicht. Er ist nicht nur ein wichtiger Indikator für das Verarbeitende Gewerbe, sondern auch für die gesamte Wirtschaft. Der EMI leitet sich aus insgesamt elf Teilindizes ab, die die jeweilige Veränderung zum Vormonat wiedergeben. Eine Notierung des EMI unter der Referenzlinie von 50 zeigt an, dass die Geschäfte in der Industrie im Vergleich zum Vormonat schrumpften, Werte über 50 signalisieren Wachstum. Ein Wert von 50 bedeutet keine Veränderung zum Vormonat. Je größer die Abweichung von der Referenzlinie, desto größer ist die Veränderung. Basis des EMI ist die Befragung einer relevanten Auswahl von Einkaufsmanagern nach der Entwicklung von Kenngrößen wie
- Auftragseingang
- Auftragseingang Export
- Auftragsbestand
- Einkaufsmenge
- Einkaufspreisen/Verkaufspreisen
- Anzahl der Beschäftigten u. a. m.

EMI bzw. PMI gehören wie zum Beispiel auch der Konsumklimaindex oder der Rohölpreis zur Gruppe der Indikatoren, deren Entwicklung die Aktienindizes erkennbar beeinflussen.